# Gelasinospora retispora
Gelasinospora retispora är en svampart som beskrevs av Cain 1950. Gelasinospora retispora ingår i släktet Gelasinospora och familjen Sordariaceae.   Inga underarter finns listade i Catalogue of Life.